# Iglekärrs naturreservat
Iglekärrs naturreservat (Iglekärrs gammelskog) är ett naturreservat i Skepplanda socken i Ale kommun i Västergötland. Området är omkring 75 hektar stort, det beslutades 2016. Det är beläget mellan småorten Ryksdamm och byn Skogstorp och i byn Sålandas gamla skog i vildmarksområdet Risveden. Området består av gammal blandskog. Här har ett 40-tal arter som indikerar höga naturvärden påträffats, varav 17 är rödlistade och 35 är upptagna på Skogsstyrelsens förteckning över signalarter. Fynd har till exempel gjorts av hängticka som endast har ett 20-tal observationer i landet, skinnsvampen Athelopsis lunata med endast sju fynd i landet sedan 1910 samt fågelfotsmossa. Området tillkom efter att stiftelsen Naturarvet 2011 skrivit kontrakt med markägen och organiserade en insamling på nätet. Centralt i området finns insjön Stora Iglekärr där det växer röd näckros. Till området hör även ungefär halva Lilla Iglekärr. Tillsammans med angränsande Eklidens naturreservat utgör Iglekärr del av ett drygt 150 hektar stort sammanhängande område av skyddad vildmark.

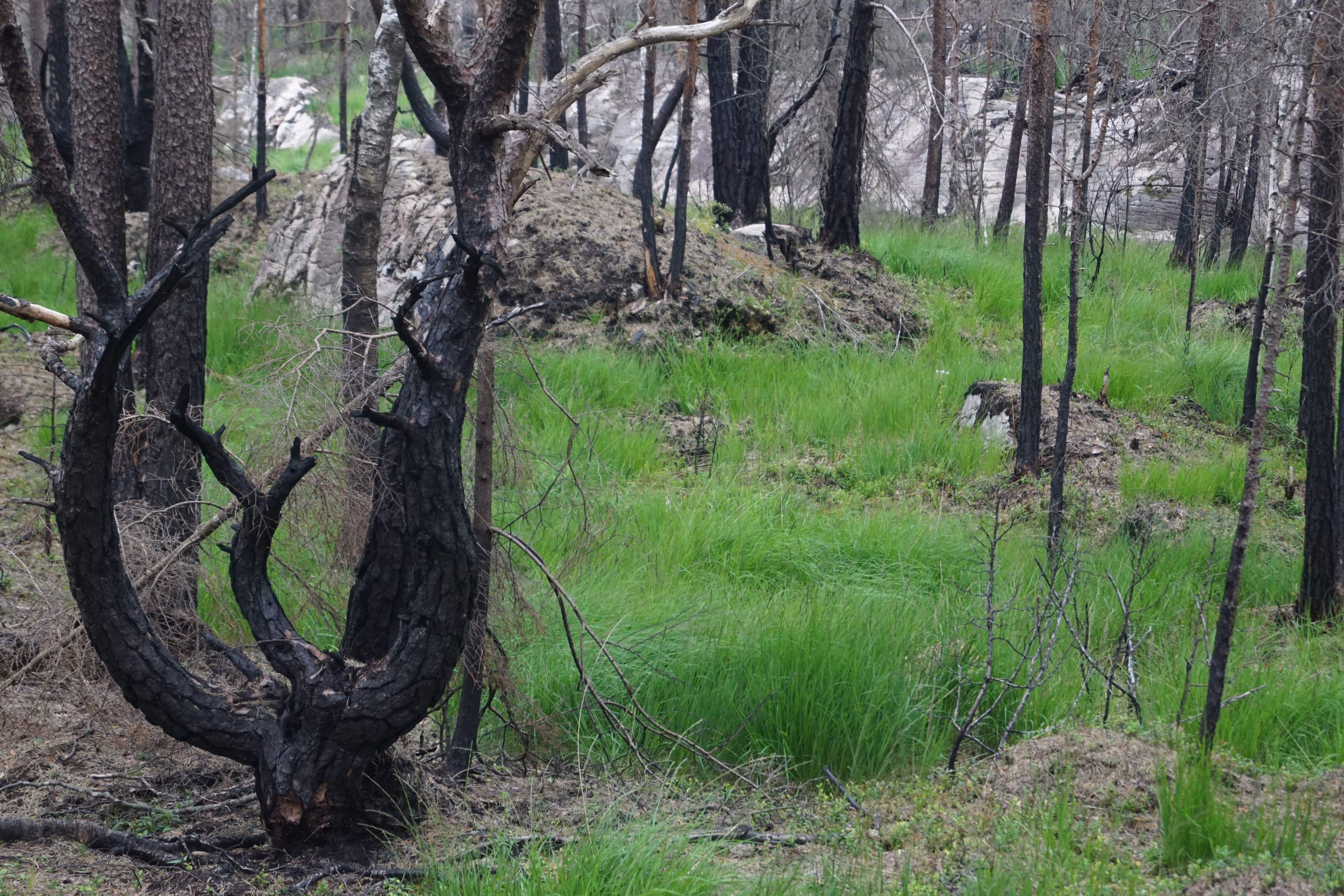
Delar av reservatet drabbades av en skogsbrand 2018.
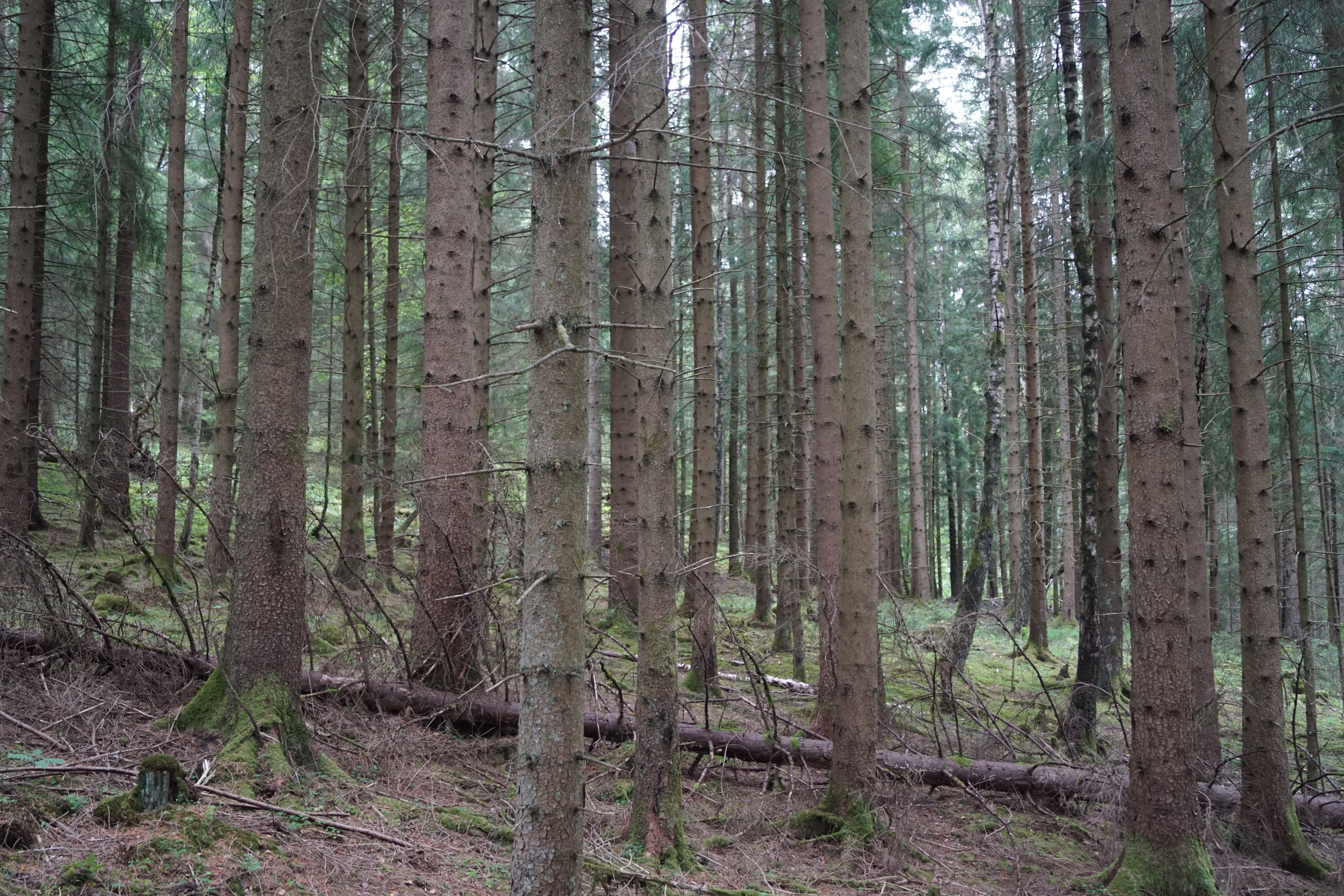
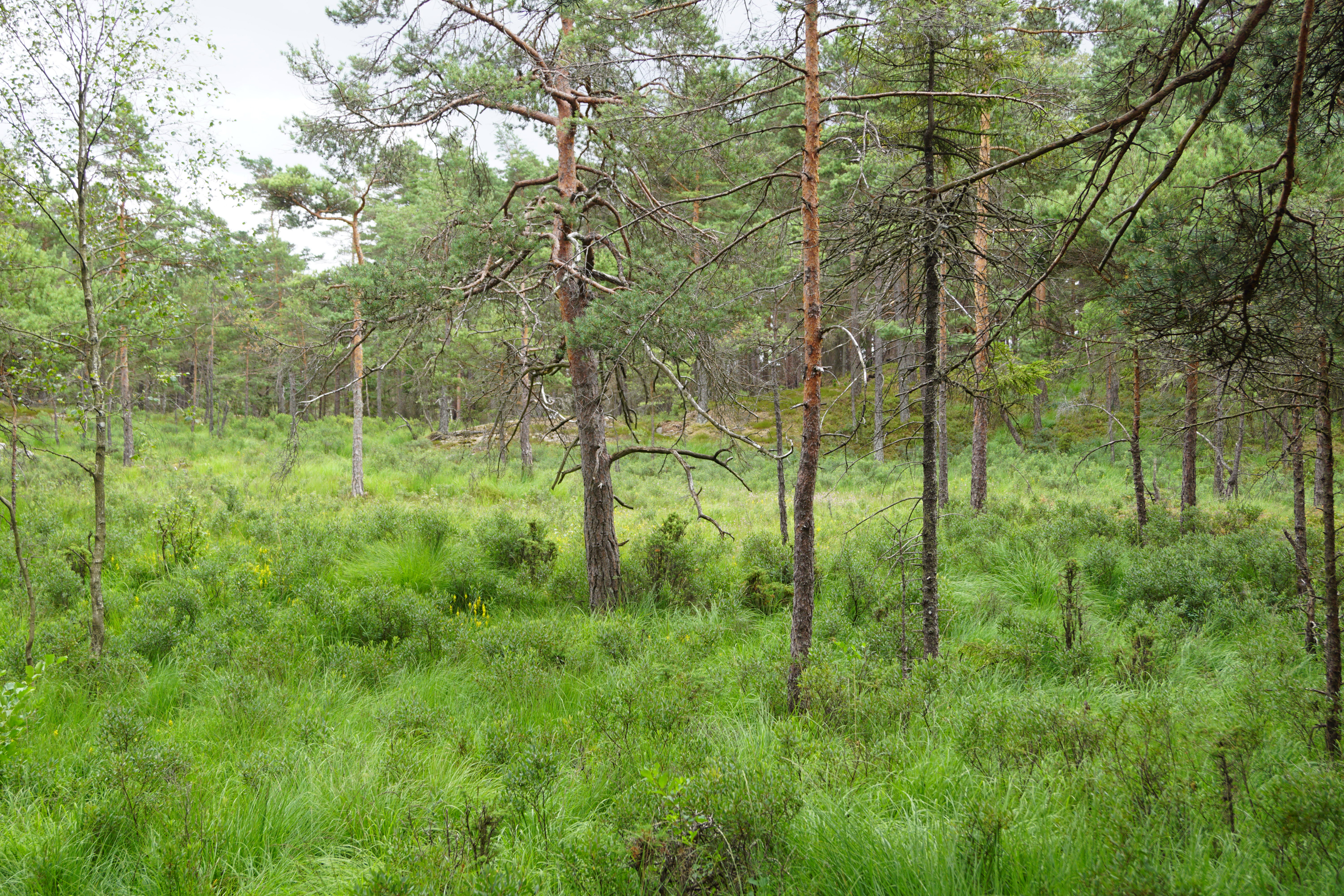
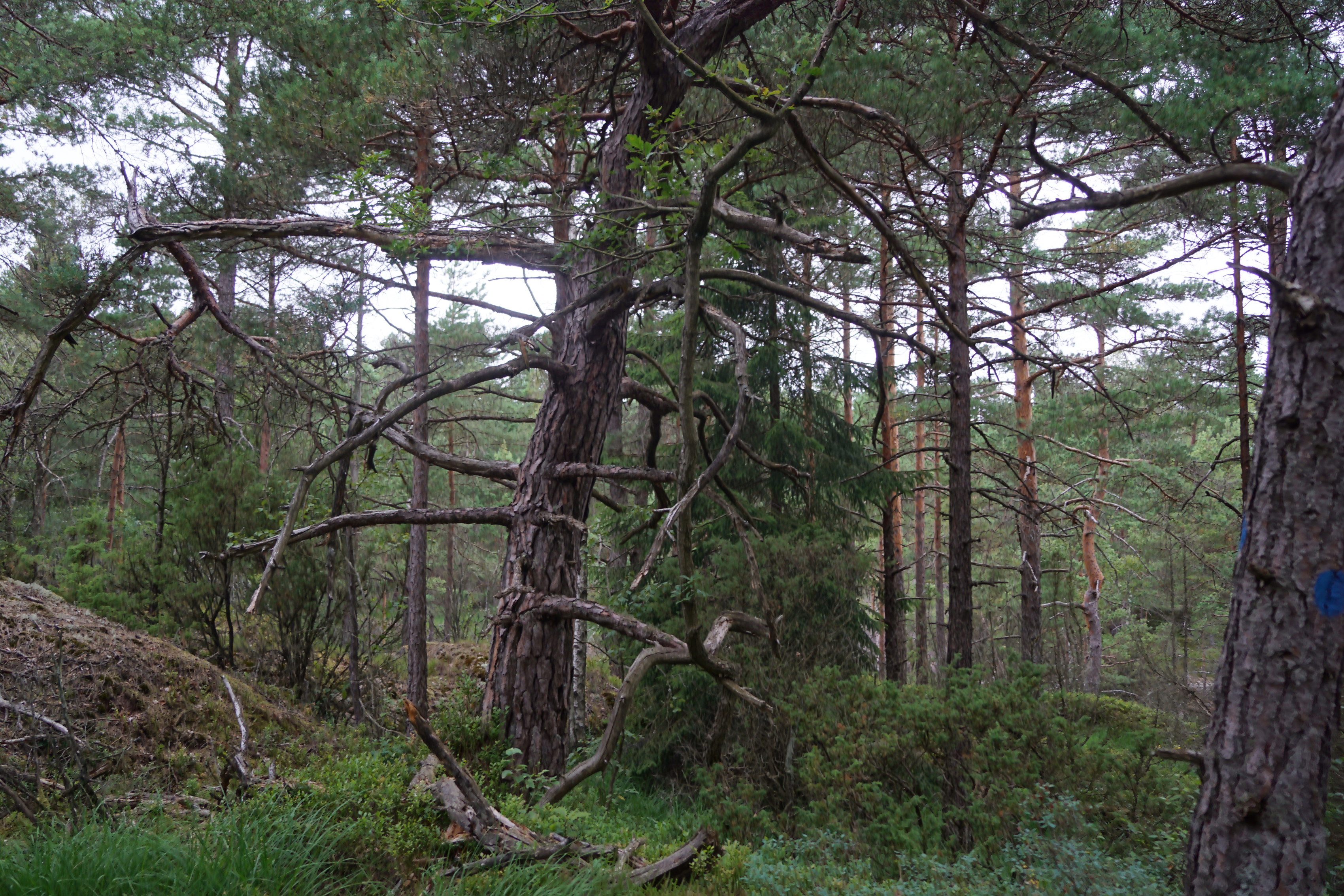